# Повро, Реми
Реми Повро — французский политик, бывший депутат Национального собрания Франции, бывший мэр города Мобёж, член Социалистической партии.

## Биография
Родился 1 июля 1952 г. в Отмоне (департамент Нор). Член Социалистической партии, на партийном конгрессе в Реймсе в ноябре 2008 года был членом группы D, поддерживавшей мэра Лилля Мартин Обри. После избрания Обри первым секретарем Социалистической партии стал членом национального совета партии, курирует международные отношения.
На выборах в Национальное собрание 2012 г. был избран кандидатом социалистов по 3-му избирательному округу департамента Нор и одержал победу, получив во 2-м туре 52,18 % голосов.
На муниципальных выборах в Мобёже в 2014 году Реми Повро проиграл кандидату правых Арно Деканьи и покинул пост мэра, который занимал 13 лет. Стал членом городского совета, но после скандала, связанного с финансированием его избирательной кампании покинул городской совет.
На выборах в Национальное собрание 2017 г. по 3-му округу департамента Нор не прошел во 2-й тур, заняв с 14,74 % голосов 3-е место в 1-м туре.

## Занимаемые выборные должности
19.03.2001 - 05.04.2014 — мэр Мобёжа 

19.03.2001 - 28.03.2004 — член Генерального совета департамента Нор

29.03.2004 - 15.09.2012 — вице-президент Генерального совета департамента Нор

04.2008 - 04.2014 — президент агломерации Мобёж Валь де Самбр

18.06.2012 - 20.06.2017 — депутат Национального собрания Франции от 2-го избирательного округа департамента Нор